# Stigmatomma quadratum

Stigmatomma quadratum  (лат.) — вид мелких земляных муравьёв из подсемейства Amblyoponinae. Юго-Восточная Азия: Вьетнам.

## Описание
Мелкие муравьи (длина тела около 5 мм), основная окраска желтовато-коричневая. От близких видов (например, Stigmatomma bruni) отличаются 12 мелкими треугольными зубчиками по переднему краю клипеуса и грубыми задними затылочными углами. Глаза мелкие. Усики короткие, 11-члениковые. Мандибулы длинные, узкие, жало хорошо развито. Стебелёк между грудкой и брюшком состоит из одного узловидного членика (петиоль) широко прикреплённого к брюшку. Вид был впервые описан в 1935 году Владимиром Караваевым. С 2012 года в составе рода Stigmatomma.